# Arie van Driel
Arie (Aaike) van Driel (Werkendam, 22 juni 1905 – Fort De Bilt, 30 april 1945) was een Nederlands verzetsstrijder tijdens de Tweede Wereldoorlog.

## De Biesbosch
In de Biesbosch heeft zich in de oorlogsjaren veel afgespeeld. De Hollanders voelden zich in dit doolhof redelijk veilig, de Duitsers niet. Spionagegroep Albrecht werd opgericht en verzond tot september 1944 berichten vanuit de Biesbosch naar Londen. Daarna verhuisden zij naar Rotterdam, wat beter bereikbaar was. 
Vanaf 6 november 1944 kwam de Biesbosch tussen de linies van de Duitsers en de geallieerden te liggen en waren 21 mensen betrokken als line-crosser. Over twee verschillende routes werden mensen, goederen, informatie en medicijnen vervoerd van bezet naar bevrijd Nederland, en v.v. In totaal werden ongeveer 370 crossings gemaakt.
Om drie agenten van het Bureau Inlichtingen over te zetten, maakte Van Driel op 18 maart 1945 zijn 54ste crossing. Roeiend bij de samenstroming van de Nieuwe Merwede en de Amer werd zijn deels lekke boot door een Duitse stormboot geënterd; de inzittenden werden gevangengenomen en naar de gevangenis van Rotterdam gebracht. Later werd Van Driel op transport gesteld naar de gevangenis aan het Wolvenplein in Utrecht, waar hij samen met linie-crosser Kees van de Sande, die 30 maart in zijn huis in Sleeuwijk was opgepakt, werd ondervraagd en mishandeld. Zij werden op 30 april met vijf andere verzetsstrijders geëxecuteerd op Fort De Bilt. Hun namen staan op de gedenktekens aldaar. Hun graven zijn op de Protestantse Begraafplaats van Werkendam.

## Onderscheiden
Op 30 augustus 1948 kreeg Van Driel postuum de Militaire Willems-Orde (MWO.4), op dezelfde dag werd ook Kees van de Sande postuum onderscheiden.

## Monument
In Werkendam is een monument opgericht ter nagedachtenis van Arie van Driel en Kees van de Sande. Beide mannen staan in brons op een natuurstenen sokkel. Op de plaquette staat:

"DE LINE-CROSSER" 

Ter herinnering aan de verzetsstrijders

die via de Biesbosch en Merwede 

van 6 november 1944 tot 5 mei 1945 

ter boot de verbinding onderhielden
 tussen bezet en bevrijd Nederland. 

Twee van hen gaven hun leven:
 A.v.Driel en K.P.v.d.Sande, gefusilleerd 30 april 1945.
Nabij Hank (aan de A27) is op 5 oktober 1960 door Prins Bernhard een gedenksteen onthuld waarop een beeltenis van de twee verzetshelden staat.